# سفارت اریتره در واشینگتن
سفارت اریتره در واشینگتن (به انگلیسی: Embassy of Eritrea) یک منطقهٔ مسکونی و نمایندگی سیاسی این کشور در ایالات متحده آمریکا است که در واشینگتن، دی.سی. واقع شده‌است.